# Bont dikbekje
Het bont dikbekje (Sporophila americana) is een zangvogel uit de familie Thraupidae (tangaren).

## Verspreiding en leefgebied
Deze soort telt drie ondersoorten:
- S. a. americana: Tobago, noordoostelijk Venezuela, de Guyana's en noordelijk Brazilië.
- S. a. dispar: het noordelijke deel van Midden-Brazilië.
- S. a. murallae (caquetádikbekje) in het westen van het Amazonebekken (oostelijk Colombia, noordoostelijk Peru en noordwestelijk Brazilië